# 马尔维西铀处理厂

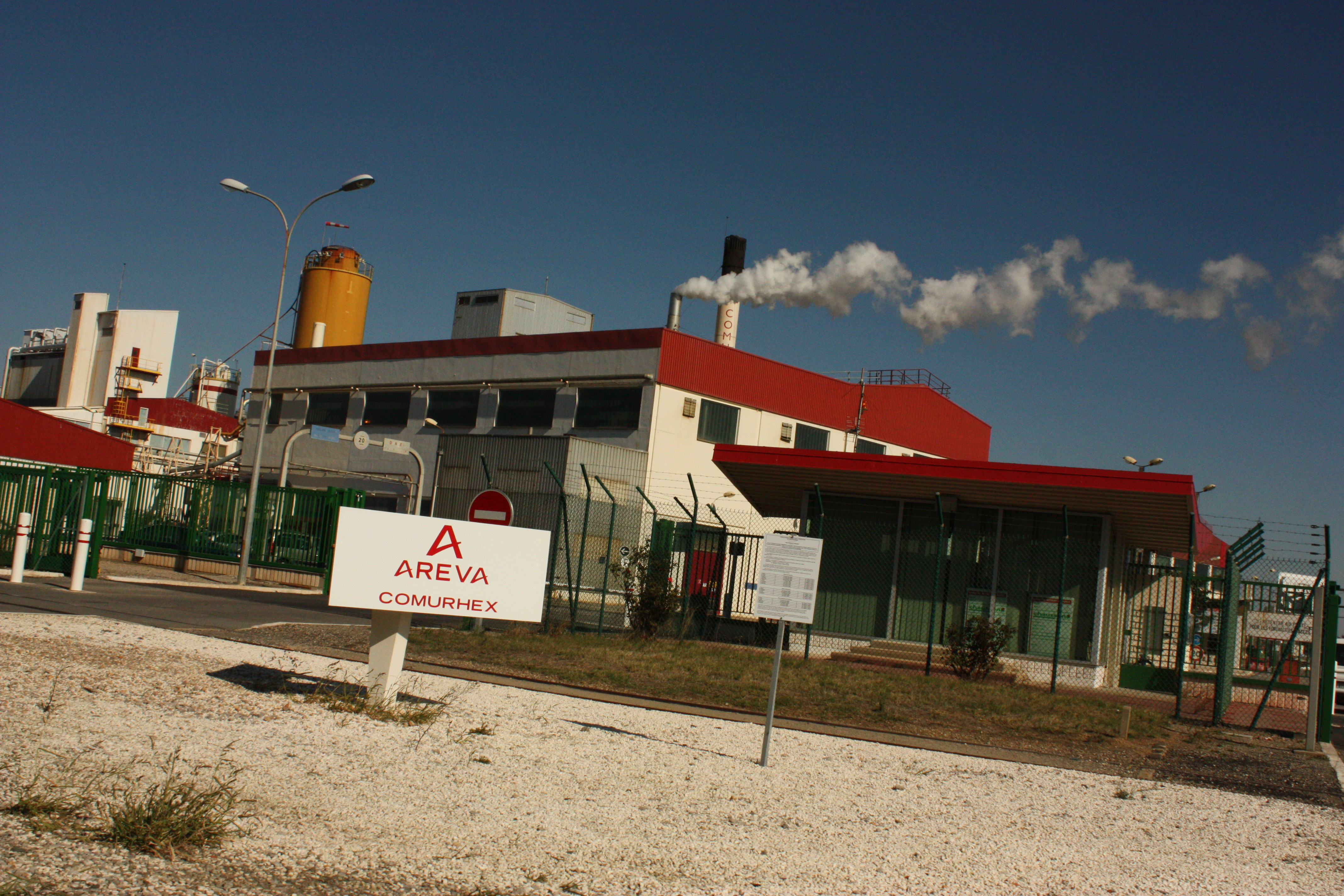
马尔维西铀处理厂的入口

马尔维西铀处理厂（法語：L'usine Orano Malvési，2018年之前曾名为 ）是一座铀矿提炼与转化工厂，将黃餅（高浓度铀矿）转化为四氟化铀（UF4）。工厂位于法国南部纳博讷附近的马尔维西工业区，由Comurhex运营了39年，在2014年与阿海珐集团合并。这家专门从事铀化学的工厂，对铀矿石的精矿进行提炼，以提取将转化为核燃料的产品。 2017年1月，该工厂雇用了超过200名员工.。
马尔维西工业区占地200公頃（490英畝），建筑面积31,000平方（330,000平方英尺），是奥拉诺(Orano)工厂和几个中小型工业的所在地：热拉尔贝特朗（葡萄栽培），阿特里斯（农业），塞格莱克核南 -Est（Vinci Energies），Midi卡车（卡米迪）等。该区域还包括光伏太阳能发电站，十几个傾析池，蒸发池，废水泻湖，以及超过1,000,000 m3（35,000,000 cu ft）的放射性残留物。 从运营角度来看，马尔维西地区与奥拉诺运营的特里卡斯汀核地区有关。